# Karabin Ljungman m/42
Automatgevär m/42 (Ag m/42) – szwedzki karabin samopowtarzalny.

## Historia konstrukcji
Pod koniec lat trzydziestych rozpoczął się proces modernizacji armii szwedzkiej. Proces ten uległ przyśpieszeniu po wybuchu drugiej wojny światowej. Między innymi podjęto decyzję o zastąpieniu karabinów powtarzalnych m/96 karabinami samopowtarzalnymi.
Do uzbrojenia postanowiono przyjąć karabin skonstruowany w 1941 roku przez Erika Eklunda. Produkcję karabinu przyjętego do uzbrojenia jako Automatgevär m/42 (Ag m/42) rozpoczęto w 1942 roku w zakładach C.J. Ljungmans Verstader AB. Karabin Ag m/42 był pierwszą konstrukcją działającą na zasadzie odprowadzania gazów prochowych, w której zastosowano bezpośrednie doprowadzenie gazów prochowych na suwadło.
Od 1953 roku wyprodukowane karabiny zmodernizowano. Nowa wersja m/42B wyposażona była w umieszczony za oknem wyrzutowym odbijacz zapobiegający wyrzucaniu łusek w kierunku twarzy strzelającego.
Produkcję karabinu Ag m/42 wstrzymano we wczesnych latach pięćdziesiątych. Dokumentację techniczną i oprzyrządowanie służące do produkcji sprzedano do Egiptu (Ag m/42 był tam produkowany jako Hakim).
Karabin Ag m/42 został zastąpiony przez karabin automatyczny Ak4 (licencyjny G3).

## Opis konstrukcji
Ag m/42 był indywidualną bronią samopowtarzalną. Zasada działania oparta na wykorzystaniu energii gazów prochowych odprowadzanych przez boczny otwór lufy (układ bez tłoka gazowego, z bezpośrednim oddziaływaniem gazów prochowych na suwadło). Zamek ryglowany przez przekoszenie. Mechanizm spustowy tylko do ognia pojedynczego. Zasilanie z magazynków o pojemności 10 naboi (możliwość doładowywania magazynka z łódek. Przyrządy celownicze składały się z muszki (w osłonie pierścieniowej) i celownika regulowanego o nastawach od 100 do 700 m (co 100 metrów). Bezpiecznik na tyle komory zamkowej. Pod lufą podstawa bagnetu nożowego.